# Boys Over Flowers – Con nhà giàu
Boys Over Flowers – Con nhà giàu, hay còn được biết tới với tên gốc Hana yori Dango (Nhật: 花より男子 n.đ. "Những chàng trai tựa hơn hoa") là một bộ manga của Nhật Bản do Kamio Yoko sáng tác và minh họa. Bộ truyện lấy bối cảnh tại Học viện Eitoku hư cấu, một ngôi trường ưu tú dành cho thiếu nhi từ các gia đình giàu có. Nội dung kể về câu chuyện của Makino Tsukushi (một cô gái xuất thân từ tầng lớp trung lưu) được mẹ đăng ký nhập học tại một trường ưu tú để cạnh tranh với các gia đình trong công ty của chồng bà. Khi theo học tại Eitoku, cô gặp F4, một nhóm gồm bốn cậu trai là con của những gia đình giàu có nhất Nhật Bản và bắt nạt bất cứ ai cản đường họ.
Bộ truyện được đăng nhiều kỳ trên tạp chí Margaret của Shueisha từ tháng 10 năm 1992 đến tháng 1 năm 2004, với các chương được tập hợp thành 37 tập tankōbon từ năm 1992 đến năm 2008. Ở Bắc Mỹ, đơn vị cấp phép lưu hành bộ manga là Viz Media.
Bộ manga đã có nhiều lần được chuyển thể lên các phương tiện khác nhau. Tác phẩm lần đầu được chuyển thể thành phim truyền hình audio phát hành trên CD từ tháng 7 năm 1993 đến tháng 7 năm 1994. Tiếp theo là một bộ phim người đóng của Nhật Bản vào năm 1995, kế đến là một bộ anime truyền hình do Toei Animation sản xuất, được phát sóng trên ABC từ năm 1996 đến 1997. Bản chuyển thể truyền hình người đóng đầu tiên được sản xuất tại Đài Loan với tựa đề Vườn sao băng (2001). Sau Vườn sao băng của Đài Loan, một số bộ phim truyền hình người đóng chuyển thể khác đã nối tiếp nhau ra đời. Một bộ phim truyền hình người đóng của Nhật Bản được phát sóng từ năm 2005 đến 2007 (và tiếp theo là một phim điện ảnh năm 2008), bản chuyển thể của Hàn Quốc phát sóng vào năm 2009, bản chuyển thể của Trung Quốc đại lục (cũng có tên là Vườn sao băng) phát sóng vào năm 2018 và bản chuyển thể của Thái Lan, F4 Thaiand: Boys Over Flowers phát sóng từ năm 2021 đến năm 2022.
Năm 1996, Hana yori Dango đã giành được giải Manga Shogakukan lần thứ 41 cho thể loại shoujo. Tính đến tháng 2 năm 2015, bộ truyện đã có hơn 61 triệu bản lưu hành, trở thành một trong những bộ manga bán chạy nhất mọi thời đại và là bộ manga shoujo bán chạy nhất mọi thời đại. Bộ truyện rất nổi tiếng ở khu vực Đông Á.

## Cốt truyện
Học viện Eitoku (英徳学園 Eitoku Gakuen) tại Yamanote, Nhật Bản là một trường học danh giá chuyên nhận thiếu nhi từ các gia đình thượng lưu. Do đó, Makino Tsukushi (xuất thân từ gia đình trung lưu) đáp ứng đúng tên của cô theo nghĩa đen, vì lúc đầu cô bị xem là "cỏ dại" trong trường. Thống trị ngôi trường là nhóm F4 ("Flower Four"), tức 4 chàng thiếu niên từ các gia đình giàu có nhất Nhật Bản. Domyoji Tsukasa là con trai của gia đình giàu có và quyền lực nhất Nhật Bản. Ban đầu họ bắt nạt Tsukushi khi cô đứng lên chống lại họ. Tuy nhiên, sau cùng Domyoji quan tâm đến cô vì cô là cô gái duy nhất trong trường dám đứng lên chống lại anh. Tuy nhiên Tsukushi lại cự tuyệt Domyoji bởi bản tính nóng nảy và thái độ bắt nạt của cậu, thay vào đó cô lại phải lòng Hanazawa Rui, chàng trai ăn nói nhẹ nhàng và nhạy cảm, bạn thân của Tsukasa từ khi còn nhỏ.
Hai thành viên khác của F4 là Mimasaka Akira, người hòa giải ung dung của nhóm và Nishikado Sojirou, một tay sát gái không biết hối cải. Cả hai thường có ít nhất một bạn gái cùng một lúc; Akira thích phụ nữ lớn tuổi hơn vì những người phụ nữ trong gia đình cậu (mẹ và hai em gái của cậu) khá trẻ con. Sojirou rất vui khi có mối quan hệ bình thường với nhiều phụ nữ, mặc dù sau đó đã có lúc cậu yêu một người bạn thời thơ ấu. Theo thời gian, tình cảm của Tsukushi đối với Tsukasa phát triển, khi cô ấy bắt đầu đánh giá cao mức độ thay đổi ở Tsukasa khi cậu yêu cô. Tuy nhiên, vì sự khác biệt về giai cấp, mối quan hệ của Tsukushi và Tsukasa bị mẹ của Tsukasa là Kaede ngăn cản, nhưng lại được chị gái cậu là Tsubaki ủng hộ (cô còn trở thành bạn của Tsukushi).

## Nhân vật
Makino Tsukushi (牧野 つくし Makino Tsukushi)
Lồng tiếng bởi: Mochida Maki (anime), Toyoguchi Megumi (trò chơi video)
Nhân vật chính là cô thiếu nữ trung học tên là Tsukushi, nghĩa là "cỏ dại". Vì thế mà cô gái có biệt danh "có dại" sẽ thách thức nhóm "Flower Four" hay F4. Tsukushi là một trong số ít học sinh theo học tại Trường trung học Eitoku xuất thân từ một gia đình trung lưu. Mẹ ép cô nhập học Eitoku vì con các gia đình đồng nghiệp của cha cô đều theo học các trường danh giá. Tsukushi không hạnh phúc tại Eitoku, nhưng thấy rằng nếu cô lặng lẽ tồn tại trong hai năm, cô có thể sống sót. Tuy nhiên, sau khi bảo vệ người bạn vô tình ngã cầu thang và đè lên người thủ lĩnh của F4 (Domyoji Tsukasa), thay vào đó cô nhận phải chiếc thẻ đỏ—một lời tuyên chiến. Từ đây cô chính thức bị nhóm F4 và phần còn lại của hội học sinh đày đọa trong tương lai.
Tuy nhiên, không như đa số mục tiêu của F4, Tsukushi trả đũa bằng cách tấn công trực tiếp Tsukasa. Chính sự trả đũa bất ngờ và sự phản kháng cương quyết là thứ mà cậu chưa bao giờ gặp phải từ một mục tiêu trước đây, rồi cậu dần đem lòng yêu Tsukushi. Lúc đầu, Tsukushi ghét toàn bộ nhóm F4 ngoại trừ Hanazawa Rui, người mà cô có tình cảm. Nhưng sau khi Rui thừa nhận rằng mình sẽ không bao giờ ngừng yêu cô bạn gái thời thơ ấu Shizuka, Tsukushi dần chuyển sang phải lòng Tsukasa và trở thành bạn của F4.
Domyoji Tsukasa (道明寺 司 Dōmyōji Tsukasa)
Lồng tiếng bởi: Miyashita Naoki (anime), Sakurai Takahiro (trò chơi video)
Tsukasa là thủ lĩnh của nhóm F4 và là người thừa kế Tập đoàn lớn Domyoji Enterprises. Cậu lớn lên cùng phần còn lại của F4 vì mẹ anh luôn ở nước ngoài, còn chị cậu chuyển đến Los Angeles sau khi kết hôn. Đặc biệt mẹ luôn tỏ ra lạnh lùng với anh và muốn kiểm soát đời cậu nhằm bảo toàn tên tuổi gia tộc.
Là một thủ lĩnh cực kỳ nóng nảy và nhẹ dạ của F4, Tsukasa sử dụng quyền lực của mình để thống trị toàn trường. Cậu sử dụng một chiếc thẻ đỏ khét tiếng và gắn nó lên tủ đồ của bất kì làm nhóm F4 (đặc biệt là cậu) phật ý. Một chiếc thẻ đỏ cho phép toàn thể học sinh tại Eitoku thoải mái bắt nạt, chơi khăm và hủy hoại nạn nhân cho đến khi họ quyết định rời trường. Tuy nhiên, lời tuyên chiến của Tsukushi với F4 sau khi nhận thẻ đỏ, cách cô trả đũa hội học sinh cùng ý chí mạnh mẽ của cô làm cho Tsukasa nhớ đến người chị gái của mình là Tsubaki. Do đó cậu dần để ý Tsukushi, sau cùng yêu cô mãnh liệt.
Hanazawa Rui (花沢 類 Hanazawa Rui)
Lồng tiếng bởi: Yamamoto Koji (anime), Miyano Mamoru (trò chơi video)
Rui là bạn thân nhất của Tsukasa và mối tình đầu của Tsukushi. Cậu thường ít nói, xa lánh, không để tâm đến mọi người và bị cho là tự kỷ. Cậu chỉ mở lòng với những cậu bạn thân và người mẫu Todo Shizuka, người mà cậu được hứa hôn từ lúc chào đời. Rui ngưỡng mộ lòng dũng cảm dám đứng lên chống lại Tsukasa của Tsukushi và sau cùng bắt đầu giúp cô. Sau khi trở về từ Pháp và chứng kiến hôn lễ của Shizuka, Rui vô cùng thất vọng và dần phải lòng Tsukushi. Tuy nhiên, sau khi biết Tsukushi thực sự yêu Tsukasa, Rui đã âm thầm rút lui.
Nishikado Sojirou (西門 総二郎 Nishikado Sōjirō)
Lồng tiếng bởi: Akaida Yoshihiko (anime), Okiayu Ryōtarō (trò chơi video)
Sojirou là tay chơi khét tiếng nhất của F4. Cậu tận tâm thực hành các nghi thức làm trà đạo của Nhật Bản (vốn là ngành kinh doanh của gia đình). Trong phần lớn bộ truyện, cậu và Akira thường cố giữ hòa khí trong nhóm và theo Tsukasa.
Mimasaka Akira (美作 あきら Mimasaka Akira)
Lồng tiếng bởi: Mochizuki Yūta (anime), Kondō Takashi (trò chơi video)
Akira có thể xem là người trưởng thành và tốt bụng nhất trong F4. Gia đình cậu vô cùng quyền lực trong thế giới ngầm của Nhật Bản (trong manga họ sở hữu một công ty thương mại). Cậu giữ bình tĩnh và hiếm khi nổi nóng, song một khi anh không kiềm chế được, ngay cả Domyoji cũng phải chạy mất dạng. Cậu có hai cô em gái song sinh nhỏ tuổi làm mình khó chịu vì tình cảm mãnh liệt của họ dành cho mình.
Matsuoka Yuuki (松岡 優紀 Matsuoka Yūki)
Lồng tiếng bởi: Tobimatsu Kanako (anime)
Yuuki là bạn thời thơ ấu của Tsukushi. Hai người làm việc chung tại một cửa hàng bán dango sau giờ học. Yuuki quan tâm rất nhiều đến cảm xúc của Tsukushi và không muốn bất cứ ai làm tổn thương Tsukushi. Yuuki dành Tsukushi rất nhiều lời khuyên và động viên về tình hình của cô với F4.
Todou Shizuka (藤堂 静 Tōdōu Shizuka)
Lồng tiếng bởi: Imamura Keiko (anime)
Shizuka và thiếu nữ thừa kế giàu có, một người mẫu thời trang và bạn thuở nhỏ của F4, đặc biệt là Rui. Cô là người đầu tiên có thể làm anh thoát ra khỏi cái vỏ bọc của mình, cả hai luôn gắn bó với nhau trong phần lớn năm tháng thơ ấu. Cô bắt đầu nghiệp người mẫu trong những năm học trung học, song sau bữa tiệc mừng sinh nhật 20 tuổi cô thông báo rằng mình sẽ bỏ nghiệm người mẫu cũng như vị trí thừa kế Todou để chuyển đến Paris và trở thành luật sư nhân quyền. Cô vô cùng tử tế với Tsukushi, vì cô coi bạn mình là mối tình của Rui. Lúc đầu Rui đi cùng Shizuka tới Paris theo đề xuất của Tsukushi, nhưng mối quan hệ giữa họ tệ đi vì Shizuka ngày càng dành nhiều thời gian hơn cho công việc. Cho đến cuối bộ manga, Rui kể với Tsukushi rằng những chuyện xảy ra giữa anh và Shizuka hoàn toàn chấm dứt và cậu vẫn ổn, họ có quan hệ tốt và vẫn là bạn bè.
Aoike Kazuya (青池 和也 Aoike Kazuya)
Lồng tiếng bởi: Ietomi Yoji (anime), Shimono Hiro (trò chơi video)
Kazuya là một người bạn thời thơ ấu nữa của Tsukushi. Cậu đăng ký nhập học Eitoku sau khi gia đình mình kiếm được tiền nhờ các giao dịch bất động sản. Các học sinh khác tại Eitoku phân biệt rạch ròi giữa nhóm "nhà giàu mới nổi" của Kazuya và nhóm "trâm anh thế phiệt" của họ. Đặc biệt, nhóm F4 nhắc đến sự khác biệt này khá thường xuyên và xem cậu ta là nỗi phiền toái khi cốt truyện phát triển, và đơn giản là dung thứ cho cậu vì Tsukushi quan tâm đến cậu.
Endo Makiko (遠藤真紀子 Endō Makiko)
Lồng tiếng bởi: Misaki Fuko (anime)
Makiko là một trong những người bạn duy nhất của Tsukushi tại Eitoku lúc bắt đầu bộ truyện. Tsukushi cứu cô khỏi nỗi cắn dứt khó tránh khỏi sau khi cô va chạm với Domyouji trên cầu thang. Mặc dù cô bị ép phải cắt đứt tình bạn của họ nhằm ngăn mình trở thành mục tiêu bị lạm dụng, Makiko vẫn tìm cách giúp Tsukushi, gửi cho bạn mình những thông điệp khích lệ bí mật hoặc cảnh báo cô về mối hiểm nguy rình rập.
Sanjo Sakurako (三条 桜子 Sanjō Sakurako)
Lồng tiếng bởi: Shishido Rumi (anime)
Sakurako là đối tượng bị bắt nạt từ khi còn nhỏ, đặc biệt là bởi nhóm F4, vì cô sinh ra đã "xấu xí". Khi cô thú nhận tình yêu với Domyoji, anh ta lại làm tổn thương cô bằng cách chế nhạo ngoại hình của cô. Sau cùng cô chuyển đến Đức vì nghiệp kinh doanh của gia đình, rồi trải qua phẫu thuật thẩm mỹ để chấm dứt nạn bắt nạt. Nhiều năm sau, cô trở về Eitoku, không ai ở đây nhận ra khuôn mặt cuốn hút của cô. Cô lên kế hoạch trả thù nhóm F4 và kết bạn với Tsukushi (vẫn chưa biết về quá khứ của bạn mình). Khi Sakurako nghe tin Domyoji ngày càng bị Tsukushi hấp dẫn, cô bí mật hợp tác với Thomas để hủy hoại bạn mình.
Oribe Junpei (織部 順平 Oribe Junpei)
Lồng tiếng bởi: Takahashi Hiroki (anime)
Junpei là kōhai của Tsukushi và người cứu cô khỏi bị bắt nạt sau khi cô trở về từ chuyến đi Canada. Cậu lần đầu xuất hiện dưới ngoại hình một chàng trai mọt sách đeo kính và có thái độ thờ ơ. Thực ra cậu là một người mẫu nổi tiếng chụp hình cho một tạp chí tên tuổi, giấu danh tính ở trường nhờ cặp kính của mình. Tskushi xem cậu là người duy nhất ở trường nghĩ giống cô sau khi cậu nói mình chỉ cần chịu đựng hai năm nữa thôi. Động cơ thực sự của Junpei là dụ Domyoji nhằm trả thù cho vết thương mà anh trai cậu chịu đựng. Cậu lấy Tsukushi làm mồi nhử dụ Tsukasa đến chỗ cậu ta và đồng bọn, chúng đều tìm cách trả thù sau khi bị Tsukasa hủy hoại.
Okawahara Shigeru (大河原 滋 Okawahara Shigeru)
Lồng tiếng bởi: Sato Emiko (anime)
Shigeru là người thừa kế Tập đoàn Okawahara Corporation và là hôn thê của Tsukasa theo sắp đặt của mẹ cậu. Tsukasa chẳng thích hay muốn cưới cô ấy, mặc dù cô phải lòng cậu. Cô còn kết bạn với Tsukushi mà không biết quan hệ của bạn mình với Tsukasa trong quá khứ.
Domyouji Tsubaki (道明寺 椿 Dōmyōji Tsubaki)
Lồng tiếng bởi: Okawa Chiho (anime)
Tsubaki là chị gái và bạn thân nhất của Tsukasa. Mặc dù bị cô chị bắt nạt, song cậu yêu quý và tin tưởng cô hơn bất kì ai, vì cô nuôi nấng cậu trong hoàn cảnh cha mẹ đi vắng. Sau khi tốt nghiệp Eitoku, cô hẹn hò với một người đàn ông từ tầng lớp lao động, làm cho mẹ cô ép họ chia tay để Tsubaki có thể cưới một người đàn ông giàu có hơn. Mặc dù có được hạnh phục trong hôn nhân, cô thường buồn chán và về Nhật khi chồng bận công tác ở nước ngoài. Cô cầu xin Tsukasa đừng phạm sai lầm trong tình yêu giống cô. Cô coi Tsukushi như em gái và luôn giúp cô bé trong chuyện tình cảm với Tsukasa.
Domyoji Kaede (道明寺 楓 Dōmyōji Kaede)
Lồng tiếng bởi: Doi Mika (anime)
Kaede là bà mẹ độc đoán của Tsukasa và là nữ chủ tịch của Tập đoàn Domyoji Enterprises. Bà là một nữ doanh nhân quyền lực và đáng sợ, làm mọi thứ có thể để chấm dứt quan hệ của Tsukasa với Tsukushi. Đã có lúc, bà cố trả Tsukushi 50 triệu yên để cô gật đầu không gặp Tsukasa nữa. Tuy nhiên, mẹ Tsukushi đã từ chối số tiền và đổ muối lên đầu Kaede vì Kaede xúc phạm Tsukushi. Kế đó Kaede cố ép Tsukasa cưới Shigeru. Khi bà phát hiện ra Tsukasa chuẩn bị chia, bà nổi giận và ép Tsukasa mau chóng cưới Shigeru. Khi Shigeru và Tsukasa "kết hôn", bà chứng kiến kế hoạch thực sự của Shigeru là gài Tsukasa và Tsukushi đến với nhau, thậm chí còn cố ngăn chặn từ đầu. Song sau khi biết Tsukushi thật sự quan tâm đến Tsukasa và những người khác, sau cùng bà chấp nhận mối quan hệ của họ và cho hai người kết hôn.

## Truyền thông

### Manga
Do Kamio Yoko sáng tác và minh họa, Boys Over Flowers – Con nhà giàu được đăng nhiều kỳ (hai tuần một lần) trên tạp chí Margaret của Shueisha từ tháng 10 năm 1992 đến tháng 1 năm 2004. Tháng 7 năm 2006, một truyện ngắn dựa trên bộ manga được đăng trên số 15 của tạp chí Margaret; một truyện ngắn hai phần khác được xuất bản vào tháng 1 năm 2007. Bộ truyện được tập hợp làm 37 tập tankōbon phát hành từ ngày 23 tháng 10 năm 1992 đến ngày 25 tháng 6 năm 2008. Bản dịch tiếng Anh của toàn bộ 37 tập đã được Viz Media phát hành từ năm 2003 đến 2009. Tác phẩm còn được Glénat xuất bản ở Pháp, và Planeta DeAgostini xuất bản ở Tây Ban Nha. Tại Việt Nam, nhà xuất bản Kim Đồng là đơn vị phân phối tác phẩm vào năm 2019 với nhan đề Boys Over Flowers – Con nhà giàu.
Kamio bắt đầu viết phần tiếp theo mang tên Boys Over Flowers Season 2 trên tạp chí trực tuyến Shōnen Jump+ của Shueisha vào ngày 15 tháng 2 năm 2015.

### CD
Một vở kịch audio chuyển thể từ Boys Over Flowers, được tiếp thị trên thị trường dưới dạng "CD books" (CDブック) , phát hành từ tháng 7 năm 1993 đến tháng 7 năm 1994. Tác phẩm có sự tham gia của Kimura Takuya (trong lần đầu anh lồng tiếng), anh lồng tiếng cho Hanazawa Rui, nhân vật mà bản chuyển thể này lấy làm trọng tâm.

### Phim truyền hình và điện ảnh người đóng
| Chính thức                        | Chính thức                       | Chính thức               | Chính thức                                  | Chính thức                                      | Chính thức                                          | Chính thức                                | Chính thức                                 | Chính thức                                                | Chính thức                      |
| Quốc gia                          | Tựa phim                         | Kênh                     | Thời gian phát sóng                         | Nhân vật (nam) chính                            | Nhân vật (nam) chính                                | Nhân vật (nam) chính                      | Nhân vật (nam) chính                       | Nhân vật (nam) chính                                      | Nhân vật (nam) chính            |
| --------------------------------- | -------------------------------- | ------------------------ | ------------------------------------------- | ----------------------------------------------- | --------------------------------------------------- | ----------------------------------------- | ------------------------------------------ | --------------------------------------------------------- | ------------------------------- |
| Nhật Bản                          | Hana yori Dango                  | phim điện ảnh            | 19 tháng 8 năm 1995                         | Makino Tsukushi (Uchida Yuki)                   | Domyoji Tsukasa (Shosuke Tanihara)                  | Hanazawa Rui (Naohito Fujiki)             | Mimasaka Akira (Koichi Hashizume)          | Nishikado Sojiro (Kensaku Saeki)                          | —                               |
| Đài Loan                          | Vườn sao băng                    | CTS                      | 12 tháng 4 – 16 tháng 8 năm 2001            | Đổng Sam Thái (Từ Hy Viên)                      | Đạo Minh Tự (Ngôn Thừa Húc)                         | Hoa Trạch Loại (Châu Du Dân)              | Tây Môn (Ngô Kiến Hào)                     | Mĩ Tác (Chu Hiếu Thiên)                                   | —                               |
| Đài Loan                          | Vườn sao băng II                 | CTS                      | 11 tháng 11 – 25 tháng 12 năm 2002          | Đổng Sam Thái (Từ Hy Viên)                      | Đạo Minh Tự (Ngôn Thừa Húc)                         | Hoa Trạch Loại (Châu Du Dân)              | Tây Môn (Ngô Kiến Hào)                     | Mĩ Tác (Chu Hiếu Thiên)                                   | —                               |
| Nhật Bản                          | Hana Yori Dango                  | TBS                      | 21 tháng 10 – 16 tháng 12 năm 2005          | Makino Tsukushi (Inoue Mao)                     | Domyoji Tsukasa (Matsumoto Jun)                     | Hanazawa Rui (Oguri Shun)                 | Mimasaka Akira (Abe Tsuyoshi)              | Nishikado Sojiro (Matsuda Shota)                          | —                               |
| Nhật Bản                          | Hana yori Dango Ritānzu          | TBS                      | 5 tháng 1 – 16 tháng 3 năm 2007             | Makino Tsukushi (Inoue Mao)                     | Domyoji Tsukasa (Matsumoto Jun)                     | Hanazawa Rui (Oguri Shun)                 | Mimasaka Akira (Abe Tsuyoshi)              | Nishikado Sojiro (Matsuda Shota)                          | —                               |
| Nhật Bản                          | Hana yori Dango Final: The Movie | phim điện ảnh            | 28 tháng 6 năm 2008                         | Makino Tsukushi (Inoue Mao)                     | Domyoji Tsukasa (Matsumoto Jun)                     | Hanazawa Rui (Oguri Shun)                 | Mimasaka Akira (Abe Tsuyoshi)              | Nishikado Sojiro (Matsuda Shota)                          | —                               |
| Hàn Quốc                          | Vườn sao băng                    | KBS2                     | 5 tháng 1 – 31 tháng 3 năm 2009             | Geum Jan-di (Goo Hye-sun)                       | Gu Jun-pyo (Lee Min-ho)                             | Yoon Ji-hu (Kim Hyun-joong)               | Song Woo-bin (Kim Joon)                    | So Yi-jung (Kim Bum)                                      | —                               |
| Trung Quốc                        | Vườn sao băng (làm lại)          | Truyền hình Hồ Nam       | 9 tháng 7 – 29 tháng 8 năm 2018             | Đổng Sam Thái (Thẩm Nguyệt)                     | Đạo Minh Tự (Vương Hạc Đệ)                          | Hoa Trạch Loại (Trần Quan Hồng)           | Phùng Mỹ Tác (Lương Tĩnh Khang)            | Tây Môn Ngạn (Ngô Hi Trạch)                               | —                               |
| Thái Lan                          | F4 Thailand: Boys Over Flowers   | GMM 25                   | 18 tháng 12 năm 2021 – 9 tháng 4 năm 2022   | Gorya / Thithara Jundee (Tontawan Tantivejakul) | Thyme / Akira Paramaanantra (Vachirawit Chiva-aree) | Ren / Renrawin Aira (Jirawat Sutivanisak) | MJ / Methas Jarustiwa (Hirunkit Changkham) | Kavin / Taemiyaklin Kittiyangkul (Metawin Opas-iamkajorn) | —                               |
| Không chính thức (không cấp phép) |                                  |                          |                                             |                                                 |                                                     |                                           |                                            |                                                           |                                 |
| Indonesia                         | Siapa Takut Jatuh Cinta          | SCTV                     | Tháng 4 năm 2002                            | Oni (Leony Vitria Hartanti)                     | Indra (Indra Bruggman)                              | Roger (Roger Danuarta)                    | Yusuf Iman (Steve Emmanuel)                | Jonathan (Jonathan Frizzy)                                | —                               |
| Trung Quốc                        | Vườn sao băng                    | Truyền hình Hồ Nam       | 8 tháng 8 năm 2009 – 30 tháng 8 năm 2010    | Sở Vũ Đàm (Trịnh Sảng)                          | Mộ Dung Vân Hải (Trương Hàn)                        | Đoan Mộc Lỗi (Du Hạo Minh)                | Diệp Thước (Ngụy Thần)                     | Thượng Quan Thụy Khiêm (Chu Tử Kiêu)                      | —                               |
| Ấn Độ                             | Kaisi Yeh Yaariaan               | MTV Ấn Độ (1–2) Voot (3) | 21 tháng 7 năm 2014 – 7 tháng 6 năm 2018    | Nandini Murthy (Niti Taylor)                    | Manik Malhotra (Parth Samthaan)                     | Dhruv Vedant (Utkarsh Gupta)              | Mukti Vardhan (Charlie Chauhan)            | Cabir Dhawan (Ayaz Ahmed)                                 | Alya Saxena (Krissann Barretto) |
| Indonesia                         | Siapa Takut Jatuh Cinta          | SCTV                     | 13 tháng 11 năm 2017 – 28 tháng 10 năm 2018 | Laras Ayuningtyas (Natasha Wilona)              | Alvino Adijaya (Verrell Bramasta)                   | Leon (Bryan Domani)                       | Satya Adijaya (Aliando Syarief)            | Sean Adijaya (Teejay Marquez)                             | —                               |

### Anime
Một bộ anime truyền hình do Toei Animation sản xuất và được phát sóng trên truyền hình bởi Asahi Broadcasting Corporation và TV Asahi vào năm 1996. Kế đến là một phim ngắn chiếu rạp ngoại truyện, lấy bối cảnh ở một vũ trụ khác, vào năm 1997. Sau đó anime được Viz Media phát hành ở Bắc Mỹ trên DVD vào năm 2003, với nhan đề Boys Over Flowers. Sau đó tác phẩm được Discotek Media tái phát hành lại vào năm 2016 với tựa Hana yori Dango.

#### Danh sách tập phim
| Số tập | Tên tập | Ngày phát sóng gốc   |
| ------ | --- | -------------------- |
| 1      | "Declaration of War!" Phiên âm: "Sensen Fukoku!" (tiếng Nhật: 宣戦布告！)                                          | 8 tháng 9 năm 1996   |
| 2      | "No Brand Girl" Phiên âm: "Nōburando no Onna!" (tiếng Nhật: ノーブランドの女！)                                    | 15 tháng 9 năm 1996  |
| 3      | "I Won't be Hurt!" Phiên âm: "Kizutsui Tari Shinai!" (tiếng Nhật: 傷ついたりしない！)                              | 22 tháng 9 năm 1996  |
| 4      | "The Ordinary Duo!" Phiên âm: "Panpīna Futari!" (tiếng Nhật: パンピーな二人！)                                     | 29 tháng 9 năm 1996  |
| 5      | "Me, Him... and the Other Guy!" Phiên âm: "Kare to Atashi to Aitsu" (tiếng Nhật: 彼とあたしとアイツ)               | 6 tháng 10 năm 1996  |
| 6      | "Cinderella for a Night" Phiên âm: "Hitoyo no Shinderera" (tiếng Nhật: 一夜のシンデレラ)                           | 13 tháng 10 năm 1996 |
| 7      | "Atami Night Love" Phiên âm: "Koi no Atami Naito" (tiếng Nhật: 恋のアタミナイト)                                   | 20 tháng 10 năm 1996 |
| 8      | "The Nightmare of the Fall Term!!" Phiên âm: "Shingakki no Akumu!!" (tiếng Nhật: 新学期の悪夢！！)                 | 27 tháng 10 năm 1996 |
| 9      | "Tsukasa Domyoji Snaps!" Phiên âm: "Dōmyōji Tsukasa Kireru!" (tiếng Nhật: 道明寺司・キレル！)                      | 10 tháng 11 năm 1996 |
| 10     | "The Woman Who Gave Up Everything" Phiên âm: "Subete o Suteru Hito" (tiếng Nhật: すべてを捨てる女性)               | 17 tháng 11 năm 1996 |
| 11     | "Love Beyond the Horizon" Phiên âm: "Ai wa Ōzora no Kanatahe" (tiếng Nhật: 愛は大空の彼方へ)                       | 24 tháng 11 năm 1996 |
| 12     | "A Date in the Snow" Phiên âm: "Dēto!? Yuki no Omotesandō" (tiếng Nhật: デート！？ 雪の表参道)                     | 1 tháng 12 năm 1996  |
| 13     | "Love Moves Too Fast" Phiên âm: "Haya Sugiru Koi no Tenkai" (tiếng Nhật: はやすぎる恋の展開)                       | 8 tháng 12 năm 1996  |
| 14     | "Sakurako's Secret" Phiên âm: "Sakurako no Kakusareta Himitsu" (tiếng Nhật: 桜子の隠された秘密)                    | 15 tháng 12 năm 1996 |
| 15     | "Get Lost!!" Phiên âm: "Tottoto Kiena!!" (tiếng Nhật: とっとと消えな！！)                                          | 22 tháng 12 năm 1996 |
| 16     | "Please Believe Me!" Phiên âm: "Atashi o Shinjite!" (tiếng Nhật: あたしを信じて！)                                 | 29 tháng 12 năm 1996 |
| 17     | "Mine at Last" Phiên âm: "Yatto Tsukamaeta" (tiếng Nhật: やっとつかまえた)                                         | 5 tháng 1 năm 1997   |
| 18     | "Will You Go Out with Me?" Phiên âm: "Ore to Tsukiawanai?" (tiếng Nhật: 俺とつきあわない？)                        | 12 tháng 1 năm 1997  |
| 19     | "Be Still My Beating Heart" Phiên âm: "Sazameku Mune no Kotori" (tiếng Nhật: さざめく胸の小鳥)                     | 19 tháng 1 năm 1997  |
| 20     | "Night of Betrayal" Phiên âm: "Uragiri no Atsui Yoru" (tiếng Nhật: 裏切りの暑い夜)                                 | 26 tháng 1 năm 1997  |
| 21     | "The Crime and Punishment of a Kiss" Phiên âm: "Kisu to Tsumi to Batsu" (tiếng Nhật: キスの罪と罰)                 | 2 tháng 2 năm 1997   |
| 22     | "A Bewildering First Date!" Phiên âm: "Tomadoi no Hatsu Dēto" (tiếng Nhật: 戸惑いの初デート)                       | 9 tháng 2 năm 1997   |
| 23     | "The Arrival of Tsubaki Domyoji!" Phiên âm: "Dōmyōji Tsubaki Arawaru!" (tiếng Nhật: 道明寺椿あらわる！)            | 16 tháng 2 năm 1997  |
| 24     | "Love's Tempest! Being Expelled!?" Phiên âm: "Ai no Arashi! Gakuen Tsuihō!?" (tiếng Nhật: 愛の嵐！学園追放！？)    | 23 tháng 2 năm 1997  |
| 25     | "Two Ways to Love" Phiên âm: "Futari Sorezore no Ai" (tiếng Nhật: 人・それぞれの愛)                                | 2 tháng 3 năm 1997   |
| 26     | "Sleepless Night!" Phiên âm: "Nemurenai Futari no Yoru!" (tiếng Nhật: 眠れない二人の夜！)                          | 9 tháng 3 năm 1997   |
| 27     | "Tsukasa Goes to New York!!" Phiên âm: "Dōmyōji, Nyū Yōku e!!" (tiếng Nhật: 道明寺、Ｎ.Ｙへ！！)                   | 16 tháng 3 năm 1997  |
| 28     | "Tsukushi Goes to Canada!!" Phiên âm: "Tsukushi, Kanada e!!" (tiếng Nhật: つくし、カナダへ！！)                    | 23 tháng 3 năm 1997  |
| 29     | "His Body Against Mine" Phiên âm: "Aitsu no Nukumori!" (tiếng Nhật: アイツのぬくもり！)                            | 30 tháng 3 năm 1997  |
| 30     | "Do You Want a Friend?" Phiên âm: "Tomodachi, Iranai?" (tiếng Nhật: 友だち、いらない？)                            | 6 tháng 4 năm 1997   |
| 31     | "Shock! Horror! Another Red Card!" Phiên âm: "Shōgeki! Nidome no Akafuda" (tiếng Nhật: 衝撃！二度目の赤札)         | 13 tháng 4 năm 1997  |
| 32     | "Tsukasa Won't Come...?" Phiên âm: "Dōmyōji wa Konai?" (tiếng Nhật: 道明寺は・・・来ない？)                        | 20 tháng 4 năm 1997  |
| 33     | "Someday We'll Laugh..." Phiên âm: "Itsuka Waraeru hi" (tiếng Nhật: いつか笑える日)                                | 27 tháng 5 năm 1997  |
| 34     | "The Woman in My Life!" Phiên âm: "Ore no Daijina Onna Desu!" (tiếng Nhật: 俺の大事な女です！)                     | 4 tháng 5 năm 1997   |
| 35     | "Lovers on the Run!?" Phiên âm: "Koi no Tōhikō!?" (tiếng Nhật: 恋の逃避行！？)                                     | 11 tháng 5 năm 1997  |
| 36     | "Tsukasa's Mother's Secret Plan" Phiên âm: "Tsukasa no Haha no Hisokana Takurami" (tiếng Nhật: 司の母の密かな企み) | 18 tháng 5 năm 1997  |
| 37     | "It's Showdown Time!" Phiên âm: "Shikumareta Taiketsu!" (tiếng Nhật: 仕組まれた対決！)                             | 25 tháng 5 năm 1997  |
| 38     | "I Will Tame You!!" Phiên âm: "Chōkyō Shite Ageru!!" (tiếng Nhật: 調教してあげる！！)                              | 1 tháng 6 năm 1997   |
| 39     | "Love Triangle from Hell!" Phiên âm: "Ma no Toraianguru" (tiếng Nhật: 魔のトライアングル)                          | 8 tháng 6 năm 1997   |
| 40     | "The Turning of Love's Tide" Phiên âm: "Koi no Hikigiwa Bunkiten" (tiếng Nhật: 恋の引き際・分岐点)                 | 15 tháng 6 năm 1997  |
| 41     | "The Dawning of a New Day" Phiên âm: "Atarashī Hibi no Hajimari" (tiếng Nhật: 新しい日々の始まり)                  | 20 tháng 6 năm 1997  |
| 42     | "Surprise! A Double Date!" Phiên âm: "Battari! W Dēto" (tiếng Nhật: バッタリ！Ｗデート)                            | 29 tháng 6 năm 1997  |
| 43     | "Deep Wounds of the Heart" Phiên âm: "Kokoro no Kizu wa Fukakute Omoi" (tiếng Nhật: 心の傷は深くて重い)            | 6 tháng 7 năm 1997   |
| 44     | "You're Not the One" Phiên âm: "Omae ja Dameda!" (tiếng Nhật: おまえじゃダメだ！)                                  | 13 tháng 7 năm 1997  |
| 45     | "Open Up Your Heart" Phiên âm: "Sunao ni Nareba?" (tiếng Nhật: 素直になれば？)                                     | 20 tháng 7 năm 1997  |
| 46     | "Hurricane Approaching" Phiên âm: "Harikēn Sekkinchū!!" (tiếng Nhật: ハリケーン接近中！！)                         | 27 tháng 7 năm 1997  |
| 47     | "New Student Shigeru Causes Shockwave!" Phiên âm: "Tenkōsei Shigeru no Hamon!" (tiếng Nhật: 転校生・滋の波紋！)    | 3 tháng 8 năm 1997   |
| 48     | "Study Abroad!?" Phiên âm: "Ryūgaku Suru Shikanai?!" (tiếng Nhật: 留学するしかない？！)                            | 10 tháng 8 năm 1997  |
| 49     | "Our New Relationship" Phiên âm: "Futari no Atarashī Kankei" (tiếng Nhật: 二人の新しい関係)                        | 17 tháng 8 năm 1997  |
| 50     | "Time to Call It Quits" Phiên âm: "Mō Oshimai ni Shiyo" (tiếng Nhật: もうおしまいにしよ)                           | 24 tháng 8 năm 1997  |
| 51     | "Neverending" Phiên âm: "Nebāendingu" (tiếng Nhật: ネバーエンディング)                                             | 31 tháng 8 năm 1997  |

## Đón nhận
Boys Over Flowers – Con nhà giàu đã giành được giải Manga Shogakukan lần thứ 41 cho thể loại shoujo vào năm 1996. Tính đến tháng 2 năm 2015, bộ truyện đã có hơn 61 triệu bản lưu hành, trở thành một trong những bộ manga bán chạy nhất mọi thời đại và là bộ shoujo manga bán chạy nhất mọi thời đại. Tháng 4 năm 2023, Sách Kỷ lục Guinness đã chính thức ghi danh Boys Over Flowers – Con nhà giàu là bộ shoujo manga bởi một tác giả được xuất bản nhiều nhất. Trong cuộc thăm dò Manga Sōsenkyo vào năm 2021 của TV Asahi, 150.000 người trong số đó đã bình chọn cho 100 bộ manga hay nhất của họ, Boys Over Flowers xếp thứ 70.

## Di sản

### F4 và JVKV
F4 (Flower Four) hay JVKV là một nhóm nhạc nam người Đài Loan bao gồm các thành viên của bộ phim Vườn sao băng phiên bản Đài Loan năm 2001: Ngôn Thừa Húc, Ngô Kiến Hào, Chu Hiếu Thiên và Châu Du Dân. Nhóm được thành lập vào năm 2001 sau khi bộ Vườn sao băng ngừng chiếu. Họ đã phát hành ba album, Mưa sao băng (2001), Fantasy 4ever (2002) và Waiting for You (2007). Theo Forbes, F4 đã tiêu thụ 3,5 triệu bản cho hai album đầu tiên của họ trên toàn châu Á tính đến tháng 7 năm 2003. Năm 2007, do vấn đề bản quyền, nhóm đổi tên thành JVKV, sử dụng tên viết tắt của các thành viên theo thứ tự tuổi giảm dần.